# Akt Tylżycki

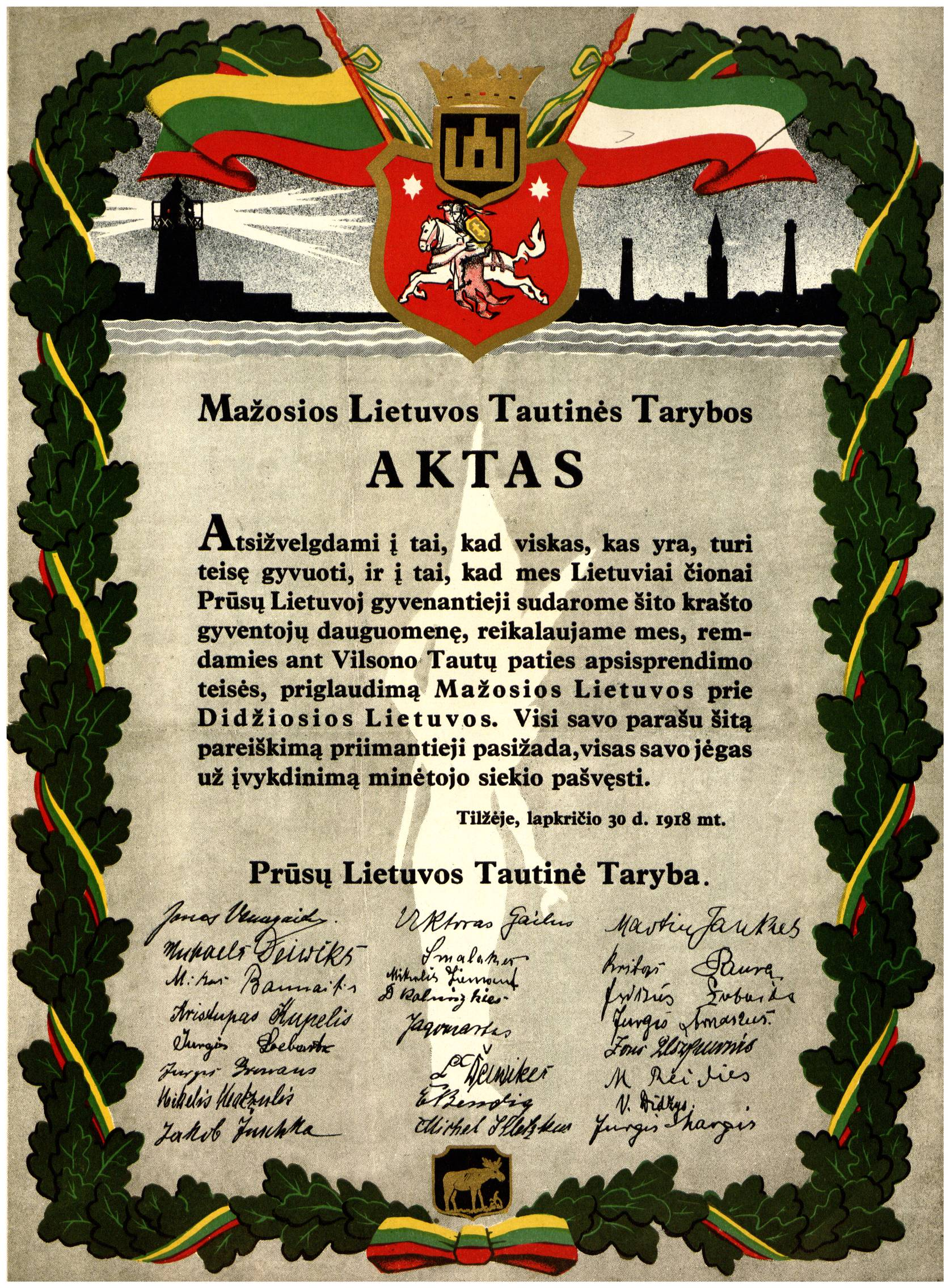
Przedruk dokumentu z 1938 r

Akt Tylżycki lub Akt z Tylży (lit. Tilžės aktas) - deklaracja przyjęta 30 listopada 1918 roku przez Radę Narodową Pruskich Litwinów (Prūsų lietuvių tautos tarybos) oznajmiająca o przyłączeniu północnej części Prus Wschodnich do Litwy.